# IJs- en skeelerbaan Hartenstein
De IJs- en skeelerbaan Hartenstein is een ijs- en skeelerbaan in Oosterbeek in de Nederlandse provincie Gelderland.

## Combibaan
In de zomer wordt de baan gebruikt om te skeeleren en in de winter wordt bij voldoende vorst de baan geprepareerd tot natuurijsbaan. De natuurijsbaan en skeelerbaan heeft een lengte van 400 m. Het is een zogenaamde sproei-ijsbaan. Het water wordt aangebracht met een giertank achter een trekker. De ijsbaan wordt geprepareerd door de gehele skeelerbaan laagje voor laagje op te spuiten. Na een aantal keren sproeien, heeft het ijs een dikte van 2 tot 4 centimeter en kan er worden geschaatst.

## Ligging
De baan is gelegen in park Hartenstein. Het bevindt zich op een centrale plaats in het dorp, op de plaats waar al sinds 1934 een sportveld, ijsbaan en tennisbaan is. De ijsbaan in sportpark Hartenstein is bij veel mensen ook bekend als start- en eindpunt van de jaarlijkse Airborne Wandeltocht, waar ieder jaar meer dan 30.000 mensen aan meedoen.

## Boek
De beheerder van de ijsbaan is de Oosterbeekse IJsvereniging. Ter gelegenheid van het 100-jarig bestaan van deze vereniging, en de plaats die deze inneemt in het dorpsleven, is er in 2018 een boek uitgebracht.
Niet-erkende ijsbanen